# ANRP
L'Associazione Nazionale Reduci dalla Prigionia, dall'Internamento e dalla Guerra di Liberazione e loro familiari (ANRP) è un ente morale dal 1949. Si pone di conservare, approfondire e valorizzare la memoria dei suddetti reduci italiani, militari e civili: a tal scopo collabora con università, ricercatori, istituzioni italiane e straniere. L'Associazione annovera tra i suoi assistiti il maggior numero di ex Internati Militari Italiani o loro familiari.

## Storia
A partire dalla fine della seconda guerra mondiale in tutta Italia in modo autonomo nacquero i "Comitati reduci", che tra il 28 al 31 marzo 1946 si riunirono in un congresso e fondarono l'Associazione Nazionale Reduci (ANR). Fin dalla sua fondazione l'associazione discusse il suo rapporto con l'Associazione Nazionale Combattenti (ANC) a cui si unì nel luglio del 1947 in seguito a un secondo congresso, dando così vita all'Associazione Nazionale Combattenti e Reduci (ANCR). Diversi membri contrari alla fusione, nel seno di un terzo congresso tenutosi tra il 15 e il 18 gennaio 1948, costituirono poi l'Associazione Nazionale Reduci dalla Prigionia, dall'Internamento e dalla Guerra di Liberazione (ANRP).
Il 30 maggio 1949 per decreto del Presidente della Repubblica l'ANRP fu riconosciuta "Ente Morale" e quindi il 10 settembre 1962 con decreto ministeriale come "Ente Nazionale con finalità assistenziali senza scopo di lucro", col fine principale di tutelare gli interessi materiali dei suoi associati (quasi 400mila nei primi anni). Obiettivo a cui si aggiunse successivamente, in particolar modo dagli anni Ottanta, quello di curare e trasmettere alle nuove generazioni le memorie dei reduci.

## Attività
Oltre a promuovere e pubblicare lavori storiografici (tramite saggi e periodici), l'ANRP ha creato e cura anche, con l'aiuto della collaborazione dell'ambasciata tedesca, banche dati online sugli IMI (Albo degli IMI caduti e Lessico Biografico degli IMI o LEBI) e sui Lavoratori Civili Italiani nel Terzo Reich. Per l'ambasciatrice di Germania a Roma Susanne Waisum-Rainer, questi progetti sono "sforzi comuni per elaborare il passato bellico italo-tedesco [...], dare rilievo agli avvenimenti del passato e [...] renderli accessibili a tutti".
L'ANRP fa parte del comitato di assegnazione della medaglia d'onore ai cittadini italiani deportati e internati nei lager nazisti 1943-1945 istituito presso la Presidenza del Consiglio dei ministri.
L'ANRP ha anche realizzato, e dispiegato a Roma il 10 gennaio 1999 dal Colosseo al Campidoglio, la bandiera tricolore più lunga del mondo (1570 metri per 4,8 m di larghezza), inserita nel Guinness dei primati e presentata anche in città come New York (1999) o Buenos Aires (2000). Raggiungendo i 1797 metri di lunghezza, la bandiera ha poi sfilato a Reggio Emilia nel 2017 davanti al presidente della Repubblica Sergio Mattarella.

### Museo "Vite di IMI"
L'ANRP dal 2015 gestisce presso la propria sede il Museo "Percorsi dal fronte di guerra ai lager tedeschi 1943-1945" che ha creato su invito della Commissione di storici istituita nel 2008 dai governi italiano e tedesco allo scopo di «occuparsi del passato di guerra italo-tedesco e in particolare del destino degli internati italiani deportati in Germania».